# 19 East 54th Street
19 East 54th Street, originalmente Minnie E. Young House, es un edificio comercial en el Midtown Manhattan de Nueva York (Estados Unidos). Está ubicado en la acera norte de la calle 54 entre las avenidas Madison y Quinta. Fue diseñado por Philip Hiss y H. Hobart Weekes de la firma Hiss and Weekes. Fue construido entre 1899 y 1900 como residencia privada de Minnie Edith Arents Young.
La casa fue diseñada como un palazzo en el estilo neorrenacentista italiano. La fachada de la calle 54 fue diseñada como una estructura de cuatro pisos con un primer piso rústico y ventanas decoradas en los pisos superiores. Debido a que 19 East 54th Street era más ancha que otras casas en el área, los detalles arquitectónicos fueron diseñados para ser más imponentes. El ático en el quinto y sexto piso está empotrado desde la calle. El interior estaba ornamentado con un techo artesonado, un invernadero de vidrieras y escaleras con paneles de roble.
Young encargó la casa después de que su tío Lewis Ginter, el fundador de la American Tobacco Company, muriera en 1897 y le dejara un gran legado. Young arrendó la casa a "Lucille" Lady Duff Gordon en 1920. Posteriormente, fue ocupada por el comerciante de antigüedades Arthur S. Vernay desde 1925 hasta 1943, luego por la English-Speaking Union hasta 1956. El peluquero Mr. Kenneth operó un salón en el edificio desde 1963 hasta 1990, cuando el interior fue severamente dañado por un incendio. Luego, fue renovada y ha servido como sede de Bank Audi en los Estados Unidos desde 1993. La Comisión de Preservación de Monumentos Históricos de Nueva York la designó como un lugar emblemático oficial en 2016.

## Sitio
La casa de Minnie E. Young está en 19 East 54th Street en el vecindario de Midtown Manhattan de Nueva York. Está en el lado norte de la calle 54 entre la Avenida Madison al este y la Quinta Avenida al oeste. El terreno cubre 390 m² con una fachada de 12,7 m en la calle 54 y una profundidad de 30,6 m. Los sitios cercanos incluyen la Casa de William H. Moore en 4 East 54th Street y el Edificio Aeolian al oeste; el hotel St. Regis New York al noroeste; 550 Madison Avenue, una cuadra al norte; el DuMont Building al sureste; y Paley Park una cuadra al sur.
La Quinta Avenida entre la calle 42 y Central Park South (cale 59) estuvo relativamente subdesarrollada hasta finales del siglo XIX. El área circundante fue una vez parte de las tierras comunales de Nueva York. El Plan de los Comisionados de 1811 estableció la cuadrícula de calles de Manhattan con lotes de 30,5 m de profundidad y 7,6 m ancho. Se construyeron residencias de lujo alrededor de la Quinta Avenida después de la Guerra de Secesión. El bloque de East 54th Street desde las avenidas Quinta hasta Madison sólo se desarrolló esporádicamente hasta finales de la década de 1870, y tenía residencias de piedra rojiza en 1886. Los residentes del bloque incluyeron al urbanizador William Earl Dodge Stokes en 4 East 54th y el comerciante John R. Platt en 7 East 54th. En la siguiente cuadra al oeste estaban las residencias de John D. Rockefeller en 4 West 54th, John D. Rockefeller Jr. en 10 West 54th y Philip Lehman en 7 West 54th.

## Diseño
19 East 54th Street está diseñado en el estilo neorrenacentista italiano por Philip Hiss y H. Hobart Weekes de la firma Hiss and Weekes. Tiene seis pisos de altura, aunque solo cuatro son directamente visibles en la calle. Con un ancho de 12,2 m, la casa es más ancha que otras casas adosadas en el área, que por lo general mide 7,6 por 30,5 m. Russell Sturgis, escribiendo para Architectural Record en 1900, describió la calle 19 East 54th como bien proporcionada porque su mayor ancho permitía características de diseño más imponentes. Según Sturgis, "si uno quisiera una idea bastante buena plasmada en una construcción sólida de esos villini que los florentinos han estado construyendo diligentemente durante los últimos veinte años, la encontraría en este frente".

### Fachada
La fachada principal de la calle 54 tiene cuatro pisos de altura con tres tramos de aberturas verticales. El primer piso está revestido con bloques de piedra rústica y contiene vitrinas con marcos de bronce en los tramos izquierdo y derecho. La entrada principal es a través de un pórtico en la tramo central, con columnas encajadas que flanquean una entrada ligeramente empotrada. La puerta en sí está dentro de un marco de piedra tallada y está rematada por un cartucho. Una balaustrada atraviesa el fondo del segundo piso. Las ventanas de ese piso están coronadas por frontones que se apoyan en corchetes enrollados. Las ventanas del segundo y tercer piso están flanqueadas por pilares rústicos que sostienen una cornisa sobre el tercer piso. El cuarto piso tiene paneles empotrados entre las ventanas y está rematado por una gran cornisa de piedra con ménsulas.
Los pisos quinto y sexto, agregados en 1960 y 1993 respectivamente, están ocultos detrás de la cornisa del cuarto piso. Estas historias forman un ático que está revestido con ladrillos y hormigón. Las fachadas oeste y este de la casa no son visibles desde la calle.

### Interior
Según el Departamento de Planificación Urbana de Nueva York, la casa tiene una superficie bruta de 2412 m². Es una de varias residencias de "plan de sótano americano" en la calle 54, donde la entrada se coloca a nivel del suelo, en lugar de en una escalinata ligeramente por encima del suelo como en otras casas adosadas. Este tipo de diseño permitió que el área de recepción de la planta baja tuviera una escalera central, en lugar de a un lado. Dentro de la casa, una amplia escalera conecta el primer y segundo piso. El interior fue diseñado originalmente como palacios renacentistas. Dentro del segundo piso había un salón que era un espacio común para los invitados. El tercer y cuarto piso sirvieron como habitaciones privadas. El interior estaba profusamente decorado con un techo artesonado, un invernadero con vidrieras y habitaciones con paneles de roble. Las habitaciones también tenían cornisas modilladas.
Cuando la casa se convirtió en el salón del peluquero Mr. Kenneth, el interior estaba ricamente decorado con alfombras de flores y telas con estampado de cachemira en rojo y amarillo. El interior del salón original fue un proyecto comercial poco común realizado por el decorador de interiores Billy Baldwin. El salón del Mr. Kenneth fue rediseñado en 1985 con paredes rojas, nubes pintadas en el techo. Partes del diseño interior original persistieron por lo menos hasta 1990, cuando el salón fue severamente dañado por un incendio.

## Historia

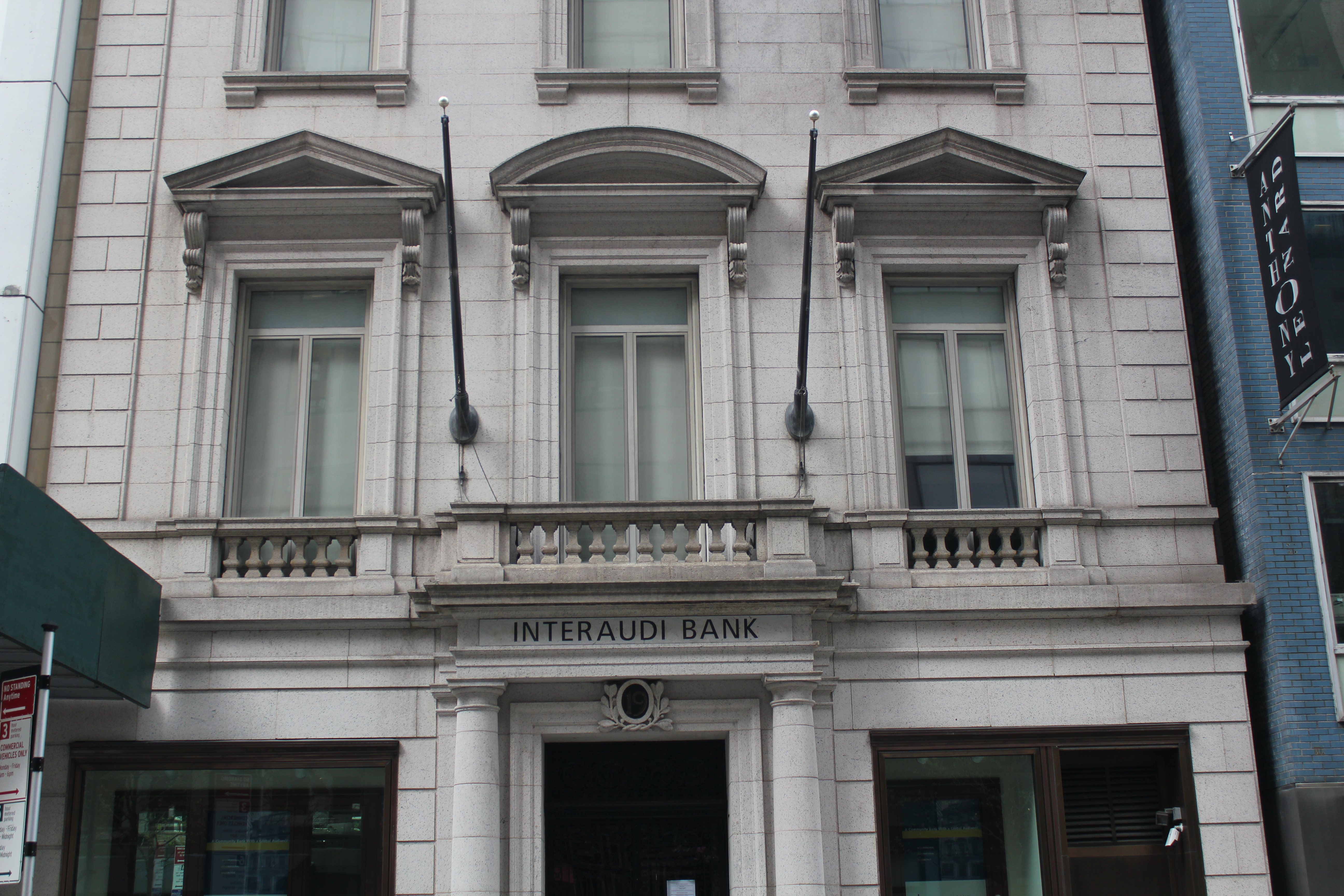
Detalle del segundo piso

La residencia fue encargada a Minnie Edith Young (de soltera Arents), nacida en 1855 y casada con el corredor de bolsa Albert Young. Los Young tuvieron tres hijos: Albert, Lewis y Edna. Minnie Young era descendiente de la prominente familia Arents en Richmond, Virginia; su tío Lewis Ginter fue el fundador de la American Tobacco Company, mientras que su hermana Grace Arents era una filántropa de Richmond. Minnie quedó viuda cuando Albert murió en 1895. Cuando Lewis, el tío de Minnie, murió dos años después, le dejó un legado sustancial.

### Residencia
En 1899, John y Elizabeth Kearny vendieron dos lotes en 17 y 19 East 54th Street a Minnie Young. Ese mes de marzo, Young encargó a Hiss y Weekes que diseñaran una residencia de lujo. Los arquitectos seleccionaron el estilo renacentista italiano por sus atributos de diseño clásico. La casa se completó oficialmente el año siguiente, pero después pasó relativamente desapercibida. Según un artículo de 1990 en The New York Times, el edificio fue mencionado por última vez en una publicación impresa en 1900, cuando American Architect and Building News publicó una imagen con una leyenda que indicaba a su cliente como un "Sr. Young".
Minnie Young inicialmente vivía en la casa con su hijo Lewis y su hermana Johanna Arents, así como con una variedad de sirvientes. El hermano de Minnie y Johanna, George Arents, también vivió en la casa durante un tiempo. The New York Times escribió que los sirvientes incluían un "mayordomo, cocinero, lavandera, sirvienta de cocina y sirvienta de salón", así como Pleasant Read, un "hallman". La casa acogió eventos como la boda de Edna Young con Alfred E. Dieterich en abril de 1900, así como una recaudación de fondos del Auxiliar Junior de la Asociación de Cocina Dietética de Nueva York en 1913. El vecindario circundante se convirtió rápidamente en una zona comercial después de la Primera Guerra Mundial, y Minnie Young se mudó a 420 Park Avenue en 1920, aunque conservó la propiedad de la casa hasta su muerte en 1933.

### Mediados delsigloXX
En noviembre de 1920, Young arrendó la casa a Lucille Ltd. por 21 años. La firma, dirigida por la modista Lady Duff Gordon, atendía a clientes de clase alta. El mes siguiente, Mott B. Schmidt presentó planes para eliminar particiones, agregar habitaciones y reorganizar espacios en el edificio por 20 000 dólares. Schmidt convirtió la casa en una sala de exposiciones. En marzo de 1921, las renovaciones estaban completas y Lucille pagaba 50 000 dólares anuales de alquiler. Poco más de un año después de la firma del contrato de arrendamiento, en marzo de 1922, los acreedores de Lucille obligaron a la empresa a declararse en quiebra. El abogado de Lucille calificó la "vergüenza de la empresa" (como se describió en The New York Times) como causada en parte por la reubicación en 19 East 54th Street.
A partir de 1925, la casa fue arrendada por un período prolongado a un cliente representado por Augustus H. Skillin. El cliente en cuestión era el coleccionista de antigüedades inglés Arthur S. Vernay, cuya empresa vendía antigüedades y obras de arte decorativas. Vernay compró la casa directamente de la propiedad de Minnie Young en 1933; en ese momento, el edificio estaba valorado en unos 450 000 dólares. Según los informes, la compra se realizó por 312 500 dólares, pero este valor no fue confirmado. Durante la década de 1930, la galería Vernay se utilizó para múltiples eventos, como una muestra de muebles antiguos ingleses, una muestra de arte de agujas con obras de artistas como la ex primera dama de Estados Unidos Edith Roosevelt, una exposición de artefactos tibetanos en beneficio de una escuela infantil, y de relojeros ingleses. La casa fue vendida en septiembre de 1937 a Frederick Brown, quien la revendió a Charles S. Noyes. Aunque Vernay se retiró en 1941, el negocio continuó operando en 19 East 54th Street. La casa fue adquirida por el Banco de Ahorros en mayo de 1941.
El edificio se vendió en 1943 a la Unión de Habla Inglesa (ESU) para su uso como sede de esa organización en los Estados Unidos. La compra, realizada íntegramente en efectivo, fue financiada en parte por una donación de 60 000 dólares para la organización. La compra estaba destinada a proporcionar un espacio adecuado para la ESU, cuya operación estadounidense tenía su sede en el cercano 30 Rockefeller Plaza. La Lawyers Title Corporation of New York aseguró el título de propiedad en la compra. La nueva sede de la ESU se inauguró en mayo de 1944. El edificio tenía suficiente espacio para las oficinas de la ESU, incluidas las del Club de Oficiales de las Naciones Unidas, el Comité para Niños en el Extranjero y la Sala de Trabajo de Ayuda para la Guerra. Además, el edificio se utilizó para eventos, como exhibiciones de productos de veteranos británicos, arte inglés de principios del siglo XX, y un tapiz bordado en memoria de la batalla de Gran Bretaña.
La ESU finalmente vendió el edificio en 1956 a Henry Payson y se trasladó al año siguiente a una nueva casa en la calle 69. La venta no se finalizó hasta 1958 debido a una demanda por retrasos en la venta. Payson inicialmente se había negado a tomar el título debido a estos retrasos, diciendo que el pórtico de entrada del edificio y las bóvedas subterráneas se proyectaban ligeramente hacia la calle. La Corte Suprema de Nueva York dictaminó que la ESU tenía derecho a exigir un cumplimiento específico ; es decir, Payson estaba obligado a tomar el título.

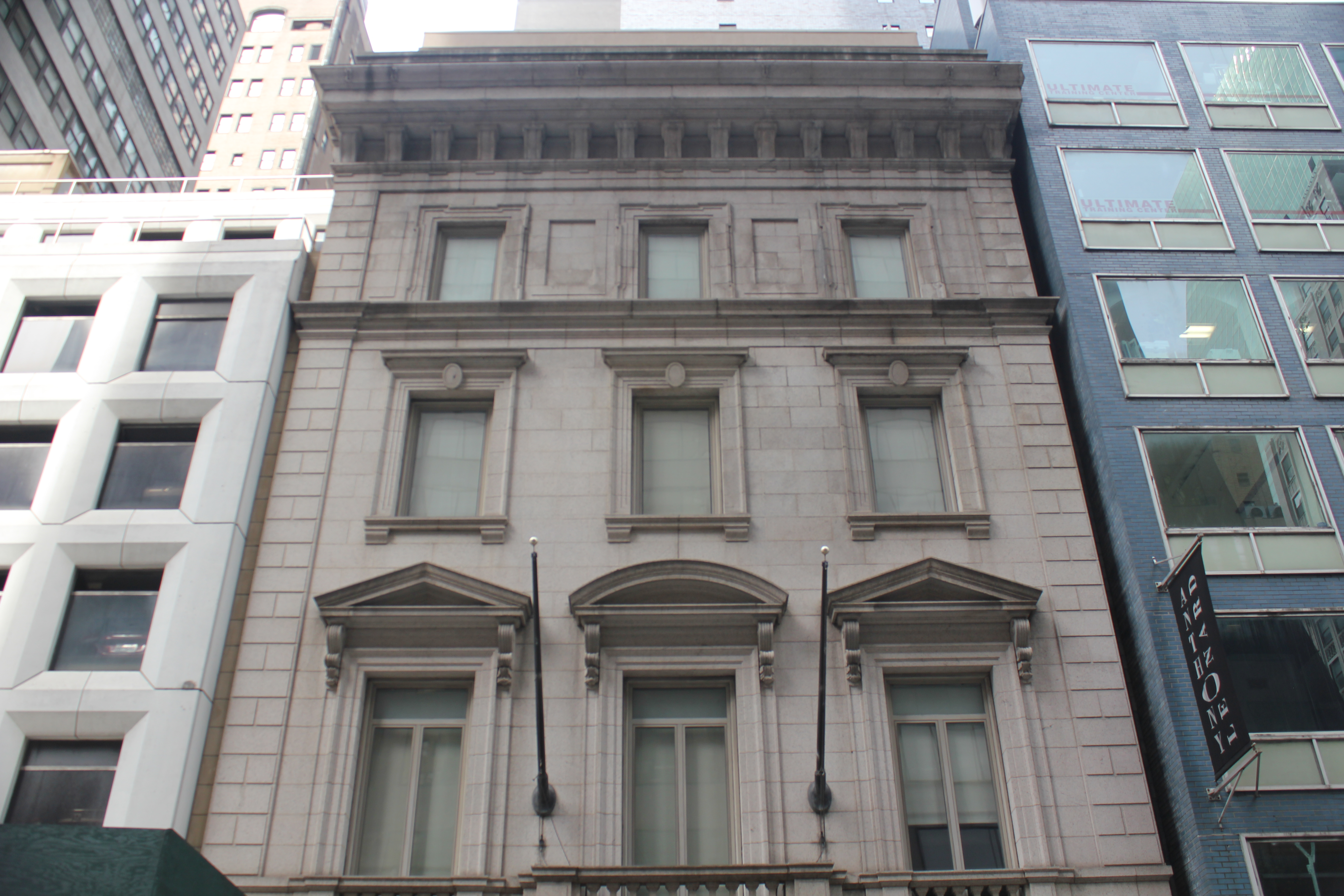
Detalle del piso superior

El Mr. Kenneth firmó un contrato de arrendamiento por 50 años en el edificio en 1962, respaldado por la firma de suministros de peluquería y belleza Glemby Company. Después de que Billy Baldwin renovara el interior, el salón se inauguró oficialmente el 4 de marzo de 1963. Tenía una tienda de pelucas y una cámara frigorífica especial para abrigos de piel en el primer piso; secaderos en el segundo; cuartos de lavado y peinado en el tercero; y salas de masajes, baños de vapor, cámaras de depilación, spas con hidromasaje y un estudio de Pilates en el cuarto. Los clientes podían hacerse la manicura y la pedicura mientras les servían el almuerzo o el té, y había un automóvil Mercedes de guardia para llevarlos al salón o llevarlos a casa después. Algunas mujeres pasaban simplemente para almorzar, o para sentarse y hojear revistas mientras disfrutaban del ambiente relajado, parecido a un club.
En 1985, el salón empezaba a envejecer. Ese año, se cerró por un mes y la casa fue renovada por 1,3 millones de dólares. Se rediseñó el mobiliario de la sala principal y se agregó una sala de pedicura. Parte del piso principal se subdividió para una división de hombres, con sillas especialmente diseñadas. Un artículo del The New York Times que describe la renovación de 1985 se refirió al Mr. Kenneth como una "institución". El salón se incendió el 16 de mayo de 1989, cuando se produjo un incendio en el tercer piso y finalmente destruyó la parte trasera del segundo y tercer piso. El fuego se extinguió a las cuatro horas con la ayuda de 125 bomberos. El daño fue lo suficientemente extenso como para descubrir gran parte del trabajo de decoración original. Como resultado del incendio, Kenneth Salon se trasladó al Palace Hotel. Kenneth dijo más tarde: "Nunca antes había existido nada como [el salón de la calle 54], y nunca volverá a existir nada parecido".
Durante más de un año, la casa estuvo vacía y no se realizaron trabajos de restauración. El propietario de 19 East 54th Street, Donald J. Gordon, estaba planeando reconstruir la casa, y el contrato de arrendamiento de Kenneth Salon fue efectivamente rescindido. Si bien el contrato de arrendamiento de Kenneth Salon se extendió hasta 2010, una cláusula de "incendio o terremoto" permitía al propietario de un edificio gravemente dañado poner fin al contrato de arrendamiento si deseaba demolerlo o reconstruirlo. Gordon gastó 1,2 millones para renovar el interior, agregando un ascensor y áreas mecánicas a los diseños de Emery Roth & Sons. Los pisos existentes se ampliaron hacia la parte trasera y se agregó un sexto piso. Luego, Gordon buscó un inquilino que pudiera firmar un contrato de arrendamiento neto, asumiendo así los costos de mantenimiento y conservación.
Bank Audi arrendó la casa en 1993; inicialmente había querido comprar la casa, pero el propietario no quería venderla. La amplia fachada permitió a Bank Audi agregar oficinas y una sala de conferencias iluminada por grandes ventanales. Además, el banco instaló su nombre sobre el pórtico de entrada. El banco se convirtió en el InterAudi Bank en 2003. Cuando la Comisión de Preservación de Monumentos Históricos de Nueva York (LPC, por sus siglas en inglés) comenzó a considerar edificios en Midtown para el estatus de hito de la ciudad en 2013, incluida la Casa Minnie Young, un grupo de organizaciones de desarrollo redactó un informe en el que desaconsejaba la designación de un hito para la casa, diciendo que era " ahora aislado y carece del contexto que potenciaría su valor ”. A mediados de 2016, el LPC propuso proteger doce edificios en East Midtown, incluido 19 East 54th Street, antes de los cambios propuestos a la zonificación del área. El 22 de noviembre de 2016, el LPC designó 19 East 54th Street y otros diez edificios cercanos como puntos de referencia de la ciudad.